# Предой (Италия)
 Тази статия е за италианската община.  За народния празник вижте Предой.  
Предо̀й (на италиански: Predoi; на немски: Prettau, Претау) е община в северна Италия, провинция Южен Тирол, регион Трентино-Южен Тирол. Административен общински център е село Казере (Casere; на немски: Kasern, Казерн), което е разположено е на 1475 m надморска височина. Това е най-северната община на Италия. Населението на общината е 609 души (към 2008).

## Език
Официални общински езици са и италианският и немският. Най-голямата част от населението говори немски.
| %     | Роден език      |
| 1,30  | Италиански език |
| 98,70 | Немски език     |